# Dactylorhiza baldshuanica
Dactylorhiza baldshuanica là một loài thực vật có hoa trong họ Lan. Loài này được Chernyak. mô tả khoa học đầu tiên năm 1983.